# Британская зона оккупации Германии
Британская зона оккупации Германии (нем. Britische Besatzungszone; англ. British occupation zone) — одна из четырёх зон, созданных союзниками в июле 1945 года, в соответствии с решениями Ялтинской конференции.
Британская зона оккупации состояла из 4 земель: Нижняя Саксония, Северный Рейн-Вестфалия, Шлезвиг-Гольштейн и Гамбург. В состав Британской зоны некоторое время входила также и Польская зона оккупации Германии.
В августе 1946 года были созданы временные земельные правительства (временный сенат Гамбурга был создан 15 мая 1945 года). 30 октября 1946 года прошли выборы в Бюргерство Гамбурга, 20 апреля 1947 года — в ландтаги Шлезвиг-Гольштейна, Нижней Саксонии, Северного Рейна-Вестфалии, большинство получила СДПГ, в июне 1947 года были сформированы регулярные земельные правительства, 15 ноября 1946 года был сформирован регулярный Сенат Гамбурга.
Органами управления Британской зоны оккупации являлись Контрольная комиссия для Германии (Kontrollkommission für Deutschland) во главе с военным губернатором (Militärgouverneure) и Зональный консультативный совет (Zonenbeirat), состоявший из представителей партий и гражданских администраций, а с 1947 года из представителей, избираемых ландтагами, а также секретариат (Sekretariat) 
Политические партии:
- Христианско-демократический союз (ХДС, CDU) — консервативная
- Свободная демократическая партия (СвДП, FDP) — либеральная
- Социал-демократическая партия Германии (СДПГ, SPD) — социалистическая
- Коммунистическая партия Германии (КПГ, KPD) — коммунистическая
- Немецкая консервативная партия — Немецкая правая партия (DKP-DRP) — крайне правая националистическая

Имела собственную радиокомпанию — «Северо-западное немецкое радиовещание» (Nordwestdeutscher Rundfunk).
С вступлением до этого самостоятельной республики Липпе в январе 1947 года в землю Северный Рейн—Вестфалия процесс образования земель в этой зоне завершился. Земли сначала стали составной частью Бизонии, а затем Тризонии, и в конце концов 23 мая 1949 года землями Федеративной Республики Германии.
Штаб-квартира британской военной администрации находилась в городе Бад-Эйнхаузен.